# Itálie na Zimních olympijských hrách 1932
Itálii na Zimních olympijských hrách 1932 reprezentovalo 12 sportovců ve 4 sportech.

## Seznam všech zúčastněných sportovců
| Číslo | Jméno                       | Pohlaví | Věk | Sport                                              |
| ----- | --------------------------- | ------- | --- | -------------------------------------------------- |
| 1     | Severino Menardi            | Muž     | 21  | Běh na lyžích, Severská kombinace, Skoky na lyžích |
| 2     | Francesco De Zulian         | Muž     | 23  | Běh na lyžích                                      |
| 3     | Giovanni Delago             | Muž     |     | Běh na lyžích                                      |
| 4     | Erminio Sertorelli          | Muž     |     | Běh na lyžích                                      |
| 5     | Gino Soldà                  | Muž     | 24  | Běh na lyžích                                      |
| 6     | Andrea Vuerich              | Muž     | 24  | Běh na lyžích                                      |
| 7     | Italo Cassini               | Muž     | 39  | Boby                                               |
| 8     | Agostino Lanfranchi         | Muž     | 39  | Boby                                               |
| 9     | Gaetano Lanfranchi          | Muž     |     | Boby                                               |
| 10    | Theofilo Rossi di Montelera | Muž     | 29  | Boby                                               |
| 11    | Ingenuino Dallagio          | Muž     | 21  | Severská kombinace, Skoky na lyžích                |
| 12    | Ernesto Zardini             | Muž     |     | Severská kombinace, Skoky na lyžích                |